# Schmelz (Saar)
Schmelz is een gemeente in de Duitse deelstaat Saarland, gelegen in de Landkreis Saarlouis.
Schmelz telt 16.040 inwoners.

## Afbeeldingen

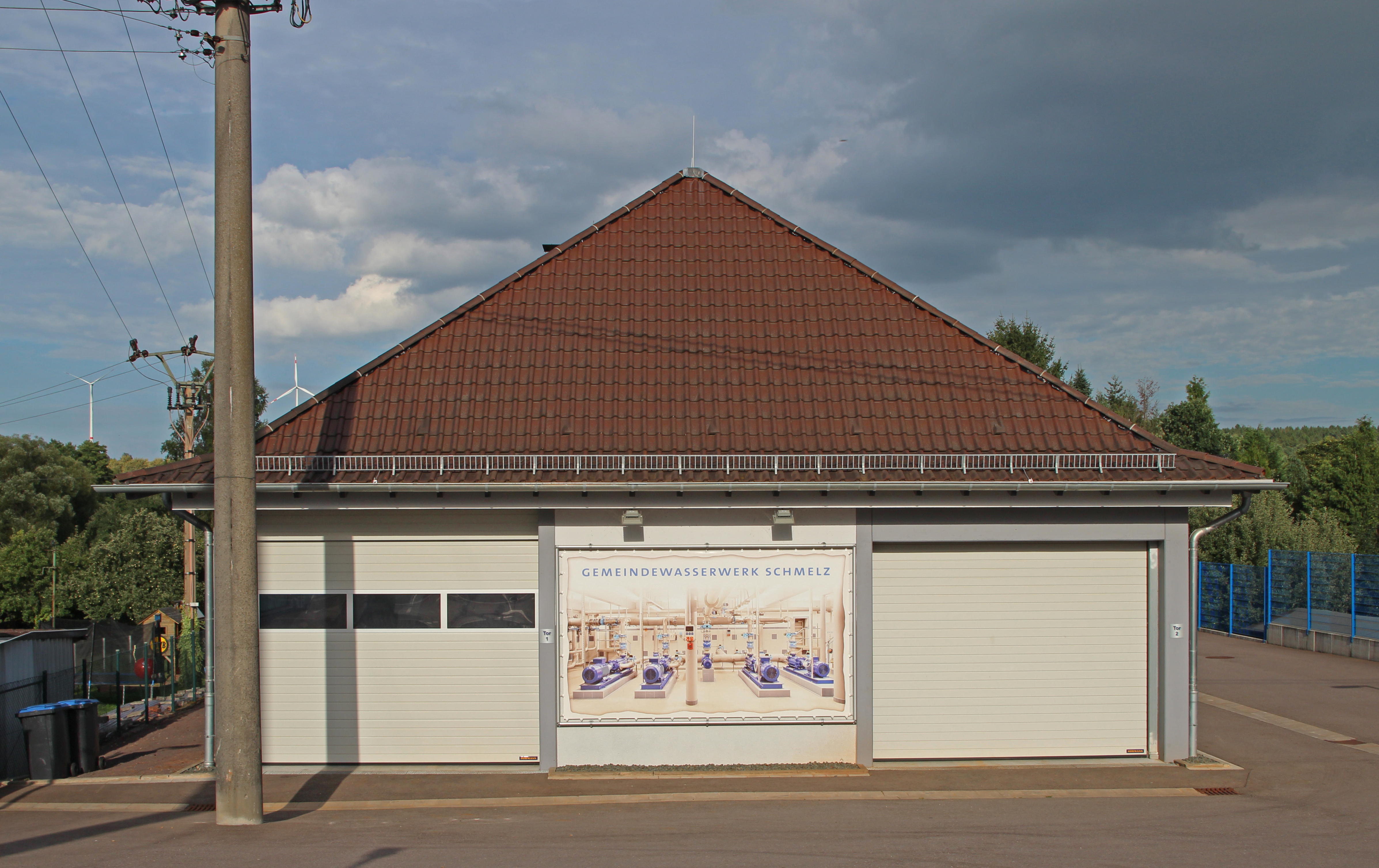
Waterpompstation met trompe-l'oeil

Bous ·
Dillingen/Saar ·
Ensdorf ·
Lebach ·
Nalbach ·
Rehlingen-Siersburg ·
Saarlouis (stad) ·
Saarwellingen ·
Schmelz ·
Schwalbach ·
Überherrn ·
Wadgassen ·
Wallerfangen